# Pole dance acrobatica

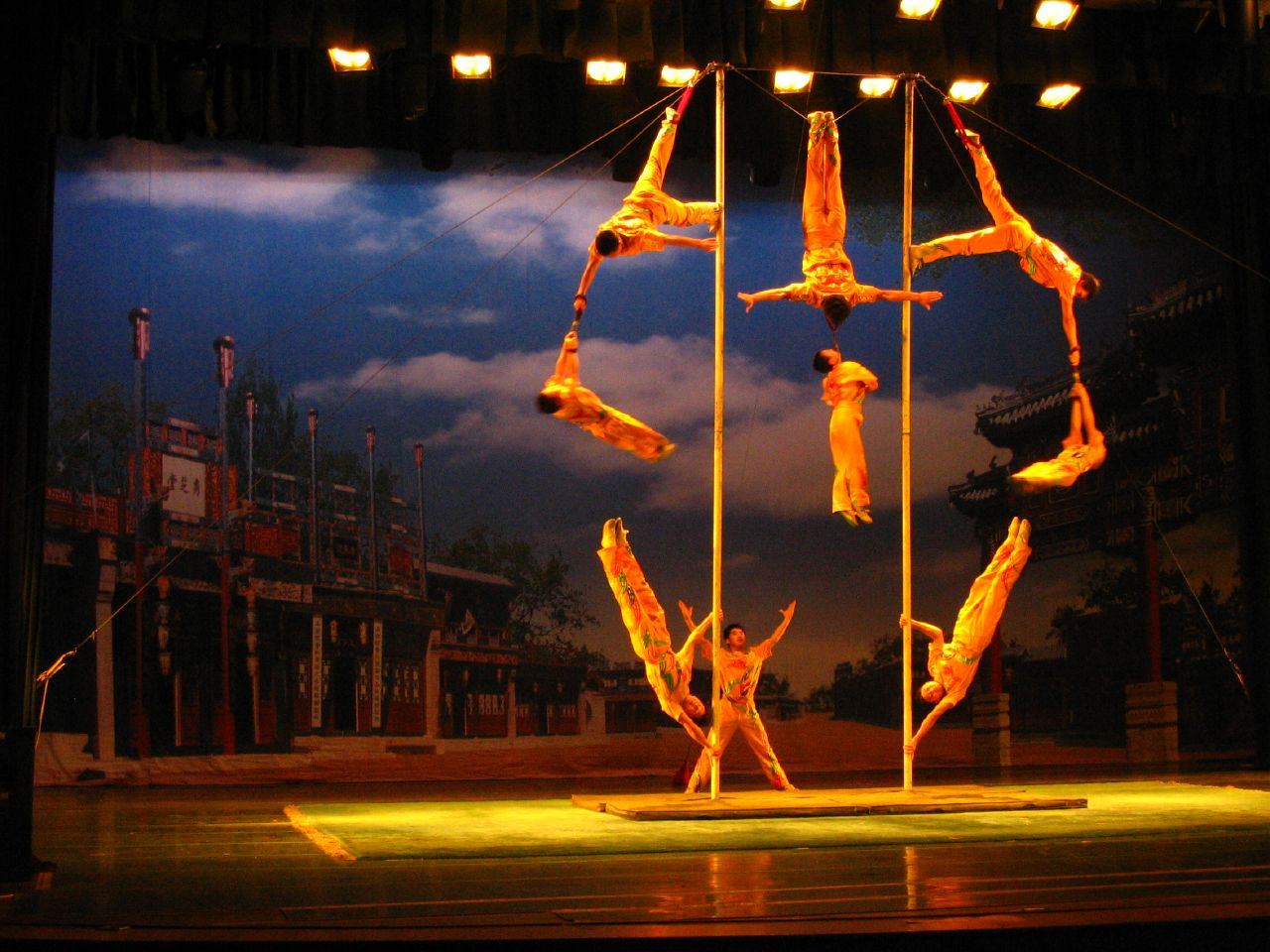
Circensi cinesi in acrobazie su pertiche

La pole dance acrobatica è una disciplina sportiva, sia amatoriale sia agonistica, derivante dalla pole dance."

## Caratteristiche tecniche

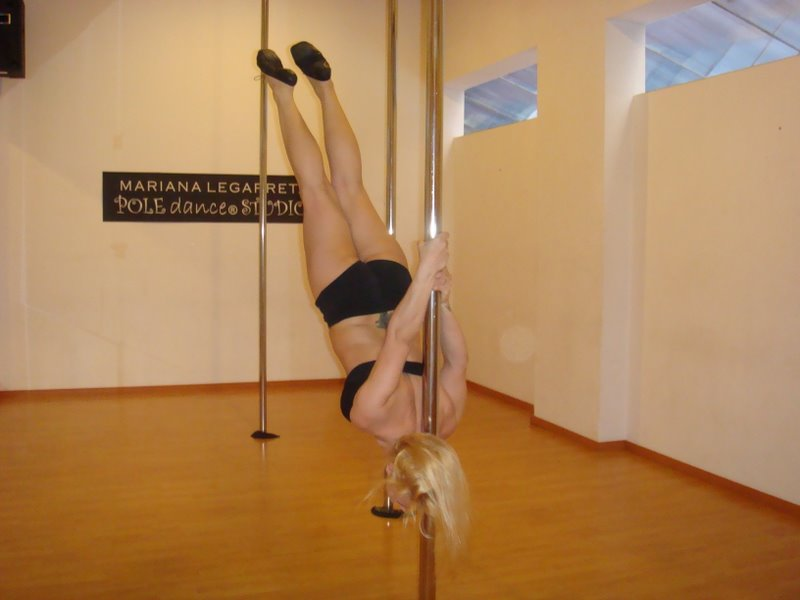
Allenamento di una ginnasta

L'atleta necessita di forza, elasticità articolare e muscolare. Per prepararsi è necessario seguire un allenamento lungo e impegnativo, a causa dei numerosi elementi di coordinazione (alcuni dei quali controintuitivi, come salti all'indietro, reversioni, contorsioni e avvitamenti).
Durante l'esecuzione dell'esercizio, l'atleta è spesso accompagnato da una base musicale, sulla quale si basa il ritmo dell'esercizio. 

## La pertica o palo
Le pertiche sono gli elementi essenziali di questo sport e, per fattori differenti come gli esercizi, i livelli di difficoltà e le scelte coreografiche, possono variare in diametro, colore, materiale e satinatura; si possono infatti trovare pertiche di legno nelle palestre, pertiche cromate oro tipiche delle palestre californiane, pertiche ultralucide cromate in acciaio inox super lucido oppure semplici satinate lisce. 
I diametri delle pertiche variano in base alle esigenze dell'atleta: chi ha il palmo della mano piccolo di solito esegue esercizi su pali con diametro di 43 mm, mentre nei campionati europei di questa specialità si utilizzano pertiche di 55 mm
La pertica per attività agonistica è autoroteante, ossia gira su sé stessa sfruttando la forza centrifuga del peso corporeo. Questo è sia un elemento coreografico sia un aumento di difficoltà, in quanto un esercizio completo di 4 minuti su una pertica girevole dimostra un equilibrio corporeo elevato.
Mantenere la lucidità su un oggetto girevole a diverse velocità è estremamente complesso. Inoltre, la velocità di rotazione della pertica dipende dalla forza applicata nella spinta che il corpo imprime durante la presa.

## Gli elementi coreografici
Altri elementi coreografici sono i body, composti da un bustino copriseno a fascia larga, shorts a vita bassa, copribraccia o guanti infradito e ornamenti come cavigliere, polsiere e scaldamuscoli impreziositi da perline, lustrini, disegni e colori.
Per un fattore tecnico, non è consentito l'uso di abbigliamento che copra le zone di presa del corpo, poiché l'aderenza della pelle alla pertica è essenziale per le sospensioni aeree. L'aderenza, infatti, impedisce al corpo di cadere o scivolare, dato che spesso alcune posture sospese prevedono il solo contatto con la pelle e le gambe, senza l'uso delle mani.
Per un fattore di sicurezza, non è consentito applicare al corpo alcun tipo di idratante, sostanza oleosa, borotalco o simili, poiché possono causare lo scivolamento dalla pertica.